# Maria Kurjo
Maria Kurjo (née le 10 décembre 1989 à Berlin) est une plongeuse allemande.
Elle remporte la médaille d’argent de l’épreuve de plongeon mixte par équipes des championnats d’Europe en 2018, avec Lou Massenberg.